# Dynastes satanas
Dynastes satanas là một loài bọ cánh cứng được Julius Moser miêu tả từ mẫu ở Bolivia năm 1909.